# Saské kurfiřtství
Saské kurfiřtství (německy Kurfürstentum Sachsen, latinsky Saxonia Electoralis) byl státní útvar na území dnešního Německa a jedno z kurfiřtství Svaté říše římské. 

## Historie
Vzniklo roku 1356, když císař Karel IV. přiřkl svojí zlatou bulou kurfiřtský titul společně s úřadem říšského vikariátu vévodovi Saska-Wittenberska z rodu Askánců.
Po vymření wittenberské větve Askánců roku 1423 přešel kurfiřtský titul spolu s územím původního vévodství Saska-Wittenbergu na míšeňského markraběte Friedricha IV. Bojovného z rodu Wettinů a tím i na jeho potomky (dále viz Sasko), čímž se tyto územní celky spojily a pojem Míšeňska postupně vymizel.
S koncem Svaté říše římské pak roku 1806 přeměnou Saska na království zanikl i saský kurfiřtský titul.